# Джимичай
Джимичай (азерб. Cimiçay) — река в Азербайджане. Протекает по территории Губинского района.

## Описание
Джимичай берёт своё начало с Главного Кавказского хребта. Река в основном питается снеговыми и частично дождевыми водами. Длина реки составляет 29 км, площадь бассейна — 160 км². Сливаясь с рекой Бабачай на высоте 958 м над уровнем моря, Джимичай образует реку Вельвеличай.